# Abdellah Kechra
Abdellah Kechra est un footballeur international algérien né le 31 janvier 1945 à Oran. Il évoluait au poste de Milieu de terrain.

## Biographie
Abdellah Kechra reçoit trois sélections en équipe d'Algérie. Il joue son premier match en équipe nationale le 14 janvier 1968, contre l'Ouganda (victoire 4-0). Il joue son dernier match le 17 novembre 1968, contre la Tunisie.
Il participe avec la sélection algérienne à la Coupe d'Afrique des nations en 1968.
En club, il joue notamment en faveur du MC Oran, où il évolue pendant neuf saisons. Il remporte avec cette équipe, un titre de champion d'Algérie, et une Coupe d'Algérie.

## Palmarès
- Champion d'Algérie en 1971 avec le MC Oran.
- Vainqueur de la Coupe d'Algérie en 1975 avec le MC Oran.

## Entraîneur
- Champion d'Algérie de football en 1993 avec le MC Oran